# Chaetomitrium sikkimense
Chaetomitrium sikkimense är en bladmossart som beskrevs av Brotherus och Hirendra Chandra Gangulee 1977. Chaetomitrium sikkimense ingår i släktet Chaetomitrium och familjen Hookeriaceae. Inga underarter finns listade i Catalogue of Life.